# 宝くじで1億円当たった人の末路
『宝くじで1億円当たった人の末路』(たからくじでいちおくえんあたったひとのまつろ) は、2017年3月28日に刊行された書籍。著者は日経ビジネスの副編集長・鈴木信行。2018年2月時点で14万部を突破している。
2018年4月24日（23日深夜）から 6月26日（25日深夜）まで『○○な人の末路』(まるまるなひとのまつろ) のタイトルで連続ドラマ化。。

## 構成
日経ビジネスオンラインのコラム『キーパーソンに聞く』の「末路シリーズ」をベースに大幅な加筆修正を行った23編を収録。各章では始めに、専門家と著者による「討論」が行われ、その後に「結論」として特定の人物の"末路"が描かれ、最後に「教訓」を提示される構成である。

## テレビドラマ
『○○な人の末路』（まるまるなひとのまつろ）は、2018年4月24日（23日深夜）から 6月26日（25日深夜）まで 、日本テレビの「シンドラ」枠で放送されたテレビドラマ。主演はKis-My-Ft2の横尾渉、宮田俊哉、二階堂高嗣、千賀健永。主題歌の「ZERO」は、同じくKis-My-Ft2の北山宏光、藤ヶ谷太輔、玉森裕太が歌唱する。

### 制作
原案となる書籍『宝くじで1億円当たった人の末路』の中から4編をドラマ化。横尾は「仮想通貨で思わず大金を手に入れちゃった人」、宮田は「日本一顧客思いのクリーニング店を経営する人」、二階堂は「疲れた。田舎でのんびり暮らしたいと思った人」、千賀は「事故物件を借りちゃった人」を演じる。脚本は劇団TAIYO MAGIC FILMの劇作家・演出家である西条みつとしによるオリジナルストーリーであり、4人の人生が交錯することで新たな結末につながる構成となる予定。

### キャスト
戸塚賢太
演 – 横尾渉（Kis-My-Ft2）
サラリーマンとして堅実に働いていたが、彼女との結婚式を盛大に挙げるため、貯金を仮想通貨に投資する。
真野葉一
演 – 宮田俊哉（Kis-My-Ft2）
大手クリーニング店のアルバイト。馴染みの小さなクリーニング店を継ぐこととなる。
萩原利樹
演 – 二階堂高嗣（Kis-My-Ft2）
広告会社のデザイナー。多忙を極める生活から離れ、妻子を置いて田舎へ移住する。
和田竹雪
演 – 千賀健永（Kis-My-Ft2）
劇団員。住む場所を探して、事故物件と知りつつ新居に選ぶ。
神田百子
演 – 黒川智花
クリーニング店の客。
萩原千鶴
演 – 入山法子
利樹の妻。
長尾千枝
演 – 小島藤子
賢太の婚約者。
立花薫
演 – 大西礼芳
お天気お姉さん。
戸塚雪子
演 – 真崎かれん
戸塚賢太の妹。

### スタッフ
- 原案 – 鈴木信行『宝くじで1億円当たった人の末路』(日経BP社)
- 脚本 – 西条みつとし、佐藤友治
- 演出 – 狩山俊輔、浅見真史、徳永清孝
- プロデューサー – 徳永清孝、長松谷太郎、松山雅則
- チーフプロデューサー – 西憲彦
- 主題歌 – Kis-My-Ft2（北山宏光、藤ヶ谷太輔、玉森裕太）「ZERO」（avex trax）[5]
- イラスト – 大嶋奈都子
- 制作協力 – トータルメディアコミュニケーション
- 製作著作 – 日本テレビ、ジェイ・ストーム

| 日本テレビ シンドラ                            | 日本テレビ シンドラ                      | 日本テレビ シンドラ                                        |
| 前番組                                         | 番組名                                   | 次番組                                                     |
| ---------------------------------------------- | ---------------------------------------- | ---------------------------------------------------------- |
| 卒業バカメンタリー （2018年1月23日 - 3月27日） | ○○な人の末路 （2018年4月24日 - 6月26日） | トーキョーエイリアンブラザーズ （2018年7月24日 - 9月25日） |